# برنامج التحكم بالشبكة
برنامج التحكّم بالشبكة (بالإنجليزية: Network Control Program)‏ هو أول بروتوكول نقل تمّ استعماله للربط بين المُضيفين في شبكة الأربانت، وقد سمح لعدد من التطبيقات والبروتوكولات باستعماله أو بالعمل في مستوى أعلى منه داعماً بذلك مفهوم كدسة البروتوكولات الذي كان ما يزال قيد التطوير. برنامج التحكّم بالشبكة يُنشئ اتصالاً وحيد الاتجاه (Simplex)، وعند استخدامه كان يجب إنشاء اتصالين من أجل نقل البيانات في كلا الاتجاهين في نفس الوقت.
تمّ وصف محددات البروتوكول في الوثيقة (RFC 33) المُعنونة: «بروتوكول جديد للربط بين المُضيفين» (New HOST-HOST Protocol)، لاحقاً تمّ تطوير بروتوكول التحكم بالنقل (TCP) الذي حلّ محله. قبل أن يخرج البرنامج بشكلٍ نهائي من الخدمة في عام 1983م.

## نبذة تاريخيّة
بدأ العمل على تطوير هذا البروتوكول في العام 1969م، ولم تكن منهجيّة العمل ضمن كدسة من البروتوكولات واضحةً بعد، لهذا يصف ستيفن كروكر هذا البروتوكول بأنّه «برنامج ضمن نظام التشغيل الذي يُدير الاتصال». على أي حال في شهر فبراير من العام 1970م، نُشرت مُحددات البروتوكول في وثيقة طلب التعليقات (RFC 33)،  وأُلحقت في الشهر التالي بوثيقة أُخرى هي الوثيقة (RFC 36) المعنونة: «مُلاحظات عن البروتوكول»، والتي تضمّنت ملاحظة إضافية عنه، وفي نهاية العام نشرت الوثيقة (RFC 78) التي تضمّنت تقريراً عن تحقق مؤسسة راند وجامعة كاليفونيا من عمل البروتوكول كما ذكر في مُحدداته.
في أوكتوبر من العام 1971م، في لقاء جرء في معهد ماساشوستس للتكنولوجيا، نجحت كل المواقع المتصلة مع شبكة الأربانت باستخدام برنامج التحكّم بالشبكة، باستثناء موقع واحد فقط، في الاتصال مع بقية المواقع الأخرى، لاحقاً في نهاية العام بلغ عدد المواقع المتصلة مع الشبكة باستخدام هذا البروتوكول (15) موقعاً في الولايات المتحدة.
تمّ التخطيط لعملية الانتقال لدعم حزمة بروتوكولات الإنترنت (TCP/IP) بشكلٍ نهائيّ منذ العام 1981، وقد وضّح جون بوستل خطة الانتقال من استخدام برنامج التحكم بالشبكة (NCP) إلى بروتوكول التحكم بالنقل (TCP) في الوثيقة (RFC 801)، المُعنونّة: الانتقال من (NCP) إلى (TCP)، في النهاية جرت عمليّة الانتقال في 1 يناير من العام 1983م، ليخرج برنامج التحكّم بالشبكة من الخدمة بعد أكثر من عقد من الزمن.

## آليّة العمل
كان نموذج العمل في شبكة الأربانت مُختلفاً عن نموذج الانترنت (TCP/IP) المُستعمل اليوم، فربط المُضيف مع الشبكة لم يكن يتمّ بشكلٍ مُباشر، وبدلاً من ذلك استعمل جهاز خاصّ هو معالج رسائل المنفذ (IMP)، وقد كان يقوم بالوظائف المُوكلة إلى طبقتي الربط والإنترنت اليوم، استُعمل برنامج التحكّم بالشبكة لربط المُضيف مع المُعالج.
تكوّن البرنامج من بروتوكولين هما بروتوكول الربط بين المضيفين في شبكة الأربانت (ARPANET Host-to-Host Protocol AHHP)، وبروتوكول الاتصال الأولي (Initial Connection Protocol ICP). عرَّف بروتوكول الربط الإجراءات اللازمة لإرسال تدفق بيانات خاضع للتحكّم وحيد الاتجاه بين مُضيفين اثنين، أمّا بروتوكول الاتصال فقد حدد الإجراءات اللازمة لإنشاء زوج ثنائي الاتجاه من التدفقات السابقة. لم يستخدِم بروتوكول الربط بين المضيفين في شبكة الأربانت (AHHP) إشعارات الاستلام (Acknowledgment) بين المضيفين ولا تقنيّات إعادة الإرسال، بل اعتمد على بروتوكولات المُستويات الأدنى لتأمين النقل الموثوق، وبالتالي لم يكن قادراً على تأمين النقل الموثوق للبيانات بشكل كامل.

## وصلات خارجية
بروتوكول التحكّم بالشبكة، نبذة عن دور البروتوكول في شبكة الأربانت.